# Lino Adolfo Neves
Lino Adolfo Neves fue un marino argentino que luchó en la Guerra entre la Confederación Argentina y el Estado de Buenos Aires y en la guerra de la Triple Alianza.

## Biografía
Lino Adolfo Neves nació en la ciudad de Buenos Aires, República Argentina. Ingresó a la escuadra de la Confederación Argentina en 1852 con el grado de alférez pero al iniciarse la rebelión del Estado de Buenos Aires formó en las filas porteñas. En 1853 luchó en la defensa de la ciudad de Buenos Aires sitiada por las fuerzas nacionales al mando del lanchón Victoria.
El 18 de junio de ese año el coronel José María Pinedo, sobornado por el Estado de Buenos Aires, con un bergantín goleta y el pailebote Rayo fondeó en medio de la escuadra rebelde e hizo entrega de las naves. El teniente 1.º Neves fue comisionado junto al subteniente Pedro Sagari para reconocerlas. El 20 el comandante de la escuadra nacional John Halstead Coe haría lo mismo, forzando el fin del sitio.
En junio de 1858 obtuvo en remate la concesión para el arreglo de los caminos de acceso a la ciudad, pero reiniciado el conflicto nada llegó a hacerse.
Neves pasó luego a servir en los vapores Outram, Menay y Hércules hasta el año 1864. En noviembre de ese año, al mando del vapor Pavón, fue enviado al Río Uruguay en resguardo de los intereses argentinos ante los sucesos de la Banda Oriental, asistiendo como observador al bombardeo de Paysandú.
Obtuvo el mando del vapor Gualeguay que en febrero de 1865, ante la ofensiva paraguaya, fue enviado a Corrientes. Dado su pésimo estado, pasó a la ciudad de Corrientes para proceder a su completa reparación. Como el río estaba crecido, fue atracado con planchada a tierra frente a la barranca y retirada la cubierta y sus armas, mientras su comandante y la mayor parte de la tripulación pasaba a tierra quedando de guardia el segundo al mando, subteniente Ceferino Ramírez, el condestable Santiago Ortiz, el baqueano José Bar y el grumete.
El 11 de mayo de 1865 el vapor 25 de Mayo al mando de Carlos Massini fondeó frente a la desembocadura del arroyo Araza, pero, estando en mejores condiciones, mantuvo su armamento (9 cañones) y tripulación (80 hombres), excepto el comandante Massini que se encontraba en tierra.
Alrededor de las 6 de la mañana del 13 de abril de 1865 cinco buques de guerra paraguayos al mando del comandante Pedro Ignacio Meza con 2500 hombres de desembarco, atacaron a las naves argentinas, suceso que provocaría el ingreso de la Argentina a la Guerra de la Triple Alianza.
Mientras la mayor parte de los agresores se concentraban en el 25 de Mayo, el Olinda se encargó de reducir y poner a flote al Gualeguay, lo que consiguió con dificultad ante la resistencia de Ramírez y sus hombres y de Neves que con un cañón y quince fusileros hizo fuego al enemigo desde tierra.
El 8 de julio Neves fue ascendido a sargento mayor por su comportamiento en esos sucesos.
Al mando del Chacabuco estuvo presente en el combate de Paso de Patria el 31 de enero de 1866. Fue ascendido al grado de teniente de navío y en octubre de 1866 dejó el servicio activo.
Falleció el 1 de mayo de 1871.